# Brawley
Brawley è una città degli Stati Uniti d'America, situata nella California meridionale. È una delle cittadine più popolate della Imperial County.
L'economia della città è basata principalmente sull'agricoltura e sull'industria alimentare e dell'allevamento. Annualmente nella paese si tiene il Cattle Call Rodeo. La temperatura diurna spesso supera i 46 °C.